# Segrià Sec
El Segrià Sec és una regió situada al vessant sud-est de la comarca del Segrià. El territori està format pels municipis d'Almatret, Maials, Llardecans, Sarroca de Lleida i Torrebesses, els quals han tirat endavant una iniciativa de cooperació anomenada Comunitat de Municipis del Segrià Sec, a més a més d'altres municipis no participants en la iniciativa, com Alfès, Alcanó, Aspa i Sunyer.
Al no ser una regió administrativa, els límits del Segrià Sec no estan clars, sinó que s'identifiquen per unes característiques comunes, com: 
- El fet de ser una zona amb una agricultura basada en els conreus de secà, principalment l'olivera i l'ametller.
- El fet de ser una zona amb una orografia similar, formada per un seguit de valls, les quals queden relativament allunyades de les zones humides de la comarca.
- Històricament, aquesta zona havia format part de la comarca de les Garrigues, i sovint hom s'hi refereix com les Garrigues Històriques.